# Ancienita
Ancienita (z franc. ancienneté), neboli služební stáří, označuje postup, podle něhož má úředník naději na povýšení. K ancienitě se přihlíží např. v armádě, obzvláště u nižších důstojníků, kteří se řadí za sebe podle dne posledního povýšení, méně už platí v civilní službě. Naproti tomu z postupu podle anciennity je vyloučen ten, komu se nedostává potřebných vlastností k zastávání vyššího místa, nebo o kom pro jeho vysoký věk nebo chorobu lze předpokládat, že se záhy stane práce neschopným, anebo kdo se nějakým přestupkem stal nevhodným k povýšení.
V diplomacii ancienta označuje pořadí šéfů diplomatických misí, přičemž doyenem diplomatického sboru je apoštolský nuncius a v jeho nepřítomnosti ho zastupuje velvyslanec s časově nejdelší akreditací.